# Морґово
Морґово (пол. Morgowo) — село в Польщі, у гміні Цехоцин Ґолюбсько-Добжинського повіту Куявсько-Поморського воєводства.
Населення — 122 особи (2011).
У 1975-1998 роках село належало до Торунського воєводства.

## Демографія
Демографічна структура станом на 31 березня 2011 року:
|          | Загалом | Допрацездатний вік | Працездатний вік | Постпрацездатний вік |
| -------- | ------- | ------------------ | ---------------- | -------------------- |
| Чоловіки | 63      | 14                 | 42               | 7                    |
| Жінки    | 59      | 16                 | 30               | 13                   |
| Разом    | 122     | 30                 | 72               | 20                   |